# Werna Callmer
Werna Emma Johanna Callmer, född 29 juli 1887 i Malmö Sankt Petri församling, död 5 april 1960 i Malmö Sankt Petri församling, var en svensk målare. 
Werna Callmer studerade vid Högre konstindustriella skolan i Stockholm 1906–1909 samt under studieresor till England, Frankrike, Finland och Ryssland. Hennes konst består av blomsterstilleben och landskap i akvarell eller tempera samt illustration av hyllningsadresser.
På eget initiativ startade hon tillsammans med Ina Herslow och Eva Berg von Linde bokutlåning i samband med barnbespisning till barn i Malmö under 1910-talet. Hon är begravd på Gamla kyrkogården vid Gustav Adolfs torg i Malmö.
Werna Callmer var dotter till regementsläkaren Julius Werner Callmer och Paulina Hedman. Hon var syster till överste Gösta Callmer.